# COMS
COMS (acronyme de l'anglais : Communication, Ocean and Meteorological Satellite) ou GEO-KOMPSAT-1 (acronyme de l'anglais : Geostationary - Korea Multi-Purpose Satellite-1), appelé également Cheollian-1 (en coréen vision à grande distance)  est le premier satellite géostationnaire sud-coréen ainsi que le premier à fournir des données météorologiques et océanographiques. Ce satellite est a été mis sur orbite en 2010 et a été désactivé en Mars 2020. D'une masse de 2,46 tonnes, il dispose d'instruments complémentaires fournissant des images dans plusieurs canaux en lumière visible, infrarouge pour des applications météorologiques, pour l'observation des océans ainsi que des répéteurs pour des applications de télécommunications (services internet, ...).

## Historique
L'administration météorologique coréenne (KMA), installéz dans la périphérie sud de la capitale Séoul, est chargée de collecter les données permettant d'effectuer des prévisions météorologiques et de  diffuser celles-ci. Le plan sur 15 ans défini en 1996 pour le programme spatial national du pays  débouche notamment sur la  réalisation du premier satellite météorologique du pays baptisé COMS (Communication, Ocean and Meteorological Satellite). La conception de celui-ci est confiée à l'Institut coréen de recherche aérospatiale (KARI). Un cahier des charges est établi à partir des besoins des différents utilisateurs institutionnels (KMA mais également le ministère des pêcheries). Sur la base de celui-ci le satellite COMS de 2,5 tonnes est construit en coopération avec EADS Astrium avec trois missions : météorologie, observation des océans et communications expérimentales en bande X. Il est placé sur une orbite géostationnaire le 26 juin 2010 par un lanceur européen Ariane 5 ECA qui décolle de la base de lancement de Kourou. Il occupe la longitude 128,2°, sa durée de vie théorique est au minimum de 7 ans. Ses remplaçants sont les deux satellites GEO-KOMPSAT-2 lancés fin 2018 et en 2019,. 
Le satellite est désactivé le 31 mars 2020 après avoir fonctionné durant 9 ans.

## Caractéristiques techniques du satellite
Le satellite COMS utilise une plateforme Eurostar 3000 de la société européenne Astrium. La masse totale du satellite au lancement est de 2460 kg. De forme parallélépipédique, il est haut de 3,26 mètres pour COMS avec une section de 2,8 x 1,8 mètres.  L'énergie est fournie par une aile comprenant plusieurs panneaux solaires (superficie 10,6 m²) qui produisent 2500 watts en fin de vie. Elle est stockée dans des batteries lithium-ion d'une capacité de 154 watts-heures. Le satellite est stabilisé 3 axes. Son orientation est déterminée à l'aide de viseurs d'étoiles, de capteurs solaires, de gyroscopes et d'une centrale à inertie. Les changements d'orientation sont réalisés à l'aide de roues de réaction. Pour la désaturation des roues de réaction et les corrections d'orbite, le satellite dispose de deux ensembles de 7 petits moteurs-fusées ayant une poussée de 10 newtons. Les données sont transmises en bande L, en bande S et en bande X avec une débit de 115 mégabits par seconde sur la liaison descendante par instrument. Le moteur d'apogée à ergols liquides fournit une poussée de 440 newtons. La durée de vie est de 7 ans minimum.

## Charge utile
Le satellite emporte une charge utile de 316 kg composée de trois instruments :  
- MI : Imageur à 5 canaux couvrant le spectre visible à infrarouge thermique (0,55 µm-12,5 µm) destiné aux observations météorologiques
- GOCI : Imageur à 8 canaux couvrant le spectre visible à infrarouge thermique (0,4 µm-0,9 µm) couvrant le spectre visible à proche infrarouge
- COPS est un système de télécommunications expérimental

### Instrument MI
MI (Meteorological Imager) est un  imageur fournissant des images dans 16 canaux (0,55 µm-12,5 µm) : 1 en lumière visible et 4 en infrarouge proche et moyen. La résolution spatiale atteint 1 kilomètre en lumière visible et 4 kilomètres en infrarouge. L'instrument produit une image du disque complet de la Terre toutes les trente minutes et une image régionale avec une fréquence de 30 minutes. L'instrument est fourni par la société américaine ITT Exelis. 

### Instrument GOCI
GOCI (Global Ocean Color Imager-) est un instrument qui fournit la couleur des eaux marines dans 8 bandes spectrales, 6 en lumière visible en visible et deux en proche infrarouge. Les images couvrent une région de 2500 x 2500 km avec une résolution spatiale au nadir de 500 mètres. Pour couvrir une région donnée, l'instrument est orientable avec deux degrés de liberté. 8 images de jour et 2 images de nuit peuvent être prises sur une période de 24 heures. Les différentes bandes spectrales permettent d'identifier la présence de certains composants dans les eaux côtières et océaniques : chlorophylle, aérosols, sédiments, phytoplancton, etc. L'instrument est fourni par Airbus Astrium.

### Instrument COPS
COPS (Ka-band Communication Payload System) est un système de télécommunications expérimental destiné à transmettre en bande Ka qui fournit des services de communications dans trois régions (Corée du Sud, Corée du Nord et région du Dongbei en Chine du nord-est dans le contexte d'un désastre naturel. Cette charge utile de 1110 kg est développée par les sociétés coréennes Satrec et ETRI. 